# Thể thao thanh niên

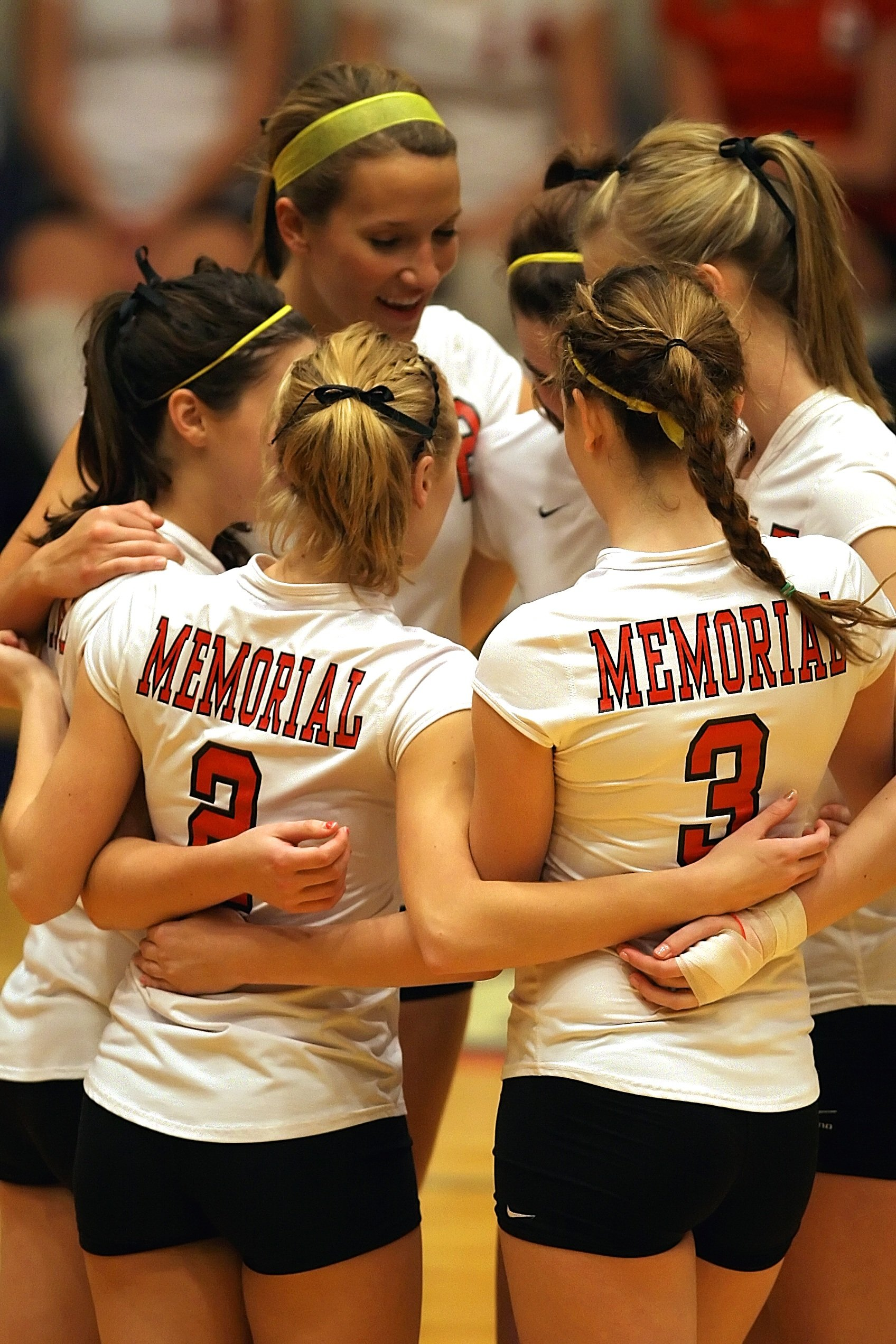
Các nữ tuyển thủ trẻ bóng chuyền ở Mỹ

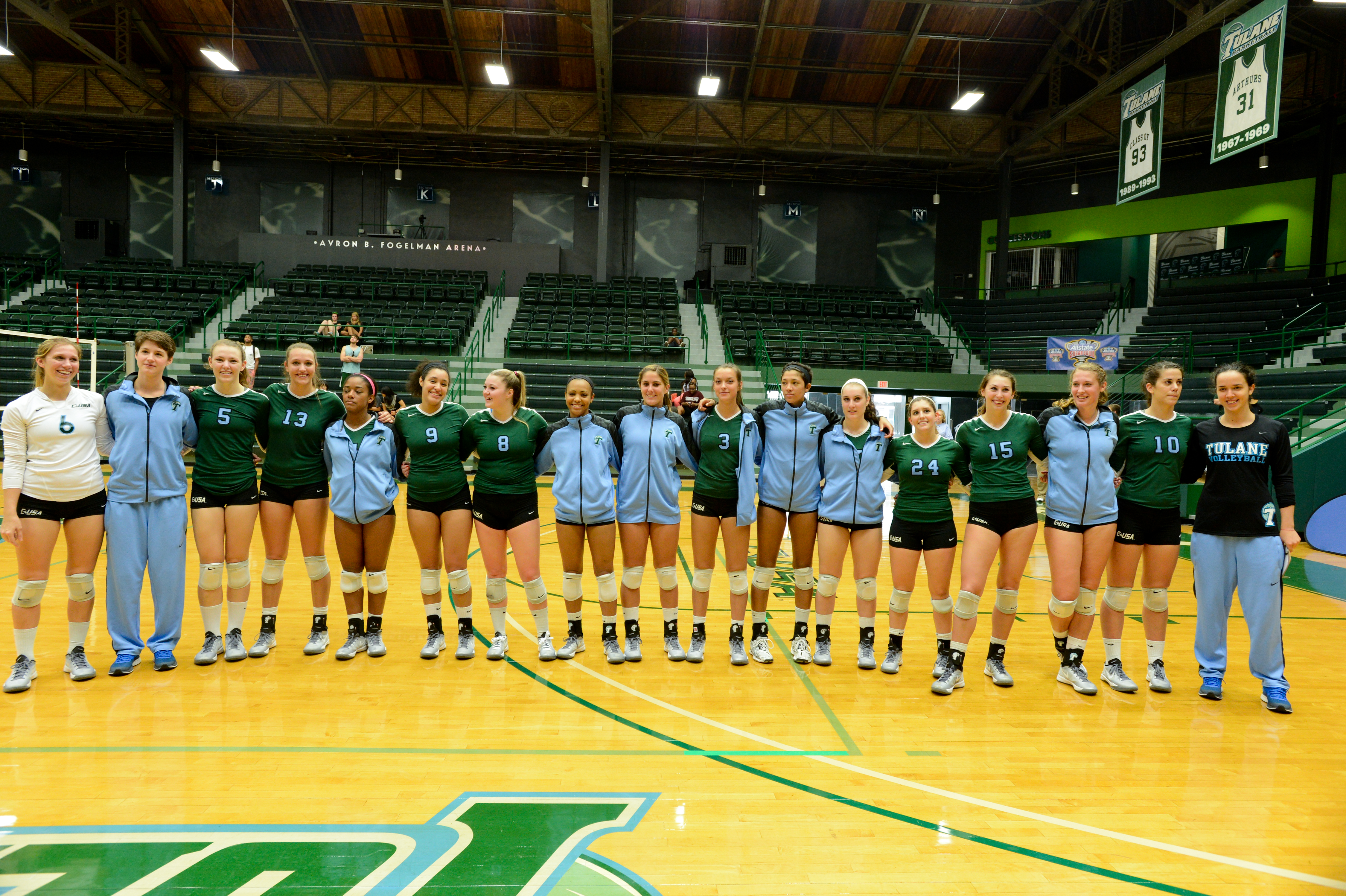
Đội hình Đội bóng chuyền trẻ

Thể thao thanh niên hay còn gọi là thể thao trẻ (Youth sports) hay giải thi đấu trẻ là bất kỳ sự kiện thể thao nào mà các đấu thủ tham gia có lứa tuổi trẻ hơn độ tuổi người lớn (18-21 tuổi), dù đó là lứa tuổi trẻ em (dưới 13) hay trẻ vị thành niên (13-17 tuổi). Thể thao thanh thiếu niên bao gồm các môn thể thao học đường ở cấp tiểu học và trung học, cũng như các môn thể thao được chơi bên ngoài hệ thống giáo dục, dù thi đấu không chính thức hay thi đấu có tổ chức. Trong bối cảnh nghiên cứu thể thao và chính sách công, một khi thảo luận về phạm vi "thể thao thanh niên" thì giới hạn độ tuổi là 18 (tuổi trưởng thành) được xem là thông thường. Thể thao là một trong những hoạt động phổ biến nhất của giới trẻ trên toàn thế giới và thể thao thanh niên có nơi cũng mang lại một nguồn lợi nhuận đáng kể, theo WinterGreen Research thì quy mô thị trường thể thao thanh thiếu niên tại Hoa Kỳ đã tăng 55% kể từ năm 2010 và là thị trường trị giá 15,3 tỷ USD vào năm 2017.

## Đại cương
Việc tham gia thể thao vượt ra khỏi giới hạn sức khỏe thể chất, những lợi ích khác cho phép thanh niên hình thành và củng cố các mối quan hệ tình cảm, dạy thanh thiếu niên coi trọng việc tự hoàn thiện bản thân hơn là chiến thắng, cách cạnh tranh trong một xã hội cạnh tranh và làm việc có văn hóa với các đồng nghiệp và chính quyền các cấp khác nhau. Trong lớp học, các em học sinh là vận động viên trung học ít có khả năng bỏ học hơn và có khả năng đỗ vào đại học cao hơn 15%. Việc luyện tập thể thao thúc đẩy thể chất và sức khỏe cảm xúc của thanh niên và xây dựng các kết nối xã hội có giá trị. Thể thao thanh niên cũng mang lại cơ hội vui chơi và thể hiện bản thân, đặc biệt cho những người trẻ tuổi khác có ít cơ hội. Thể thao thanh niên nữ được ủng hộ vào đầu thế kỷ XX vì các bạn nữ trẻ tin rằng "thể thao cải thiện sức khỏe và sắc đẹp của phụ nữ trẻ, thúc đẩy sự tự tin và mang lại niềm vui thú".
Thể thao cũng đóng vai trò như một giải pháp thay thế lành mạnh cho các hành động có hại như lạm dụng ma túy và liên quan đến tội phạm. Ngoài yếu tố cá nhân, sự tham gia thể thao giúp cắt giảm các rào cản chia rẽ xã hội, biến nó thành một công cụ mạnh mẽ để hỗ trợ ngăn ngừa xung đột cả về mặt biểu tượng ở cấp độ toàn cầu và thực tế trong cộng đồng. Năm 2008, một báo cáo do Liên hợp quốc tài trợ về "Thể thao vì sự phát triển và hòa bình" đã nêu: Thể thao có thể đóng góp đáng kể vào các nỗ lực quốc tế, quốc gia và địa phương nhằm mang lại cho trẻ em một khởi đầu khỏe mạnh. Thể thao có thể giúp những người chưa có khởi đầu tốt và trang bị cho thanh niên thông tin, kỹ năng, nguồn lực cá nhân và xã hội cũng như sự hỗ trợ cần thiết để thực hiện những chuyển đổi quan trọng trong cuộc sống một cách thành công.
Không phải tất cả cơ quan quản lý thể thao đều định nghĩa "thanh niên" là "dưới 18 tuổi", trong khi Thế vận hội Olympic trẻ và FA Youth Cup là dành cho lứa tuổi dưới 18, thì LEN Junior Water Polo Championship dành cho lứa tuổi dưới 17. Nhiều chương trình thể thao dành cho thanh thiếu niên có nhiều cấp độ tuổi, ví dụ dưới 8 tuổi, dưới 10 tuổi, dưới 12 tuổi. Tuy nhiên, không phải chỉ thể thao vị thành niên mới có thể được coi là môn thể thao "thanh niên"; ví dụ sự tồn tại của Giải vô địch chèo thuyền U23 thế giới thừa nhận rằng người trưởng thành ở độ tuổi 18–22 vẫn chưa đạt đến trạng thái đỉnh cao. Hơn nữa, nhiều định nghĩa coi sinh viên sau trung học/đại học trong độ tuổi từ 17 đến 25 tham gia thể thao cũng là "thanh niên" (thể thao sinh viên). Các môn thể thao phổ biến nhất là Bóng đá hiệp hội thanh niên, bóng rổ, chạy và bơi lội. Tuy vậy, mặt trái của nó là những trải nghiệm tiêu cực có thể được tạo ra thông qua một môn thể thao quá tập trung vào cạnh tranh và giành chiến thắng bằng mọi giá hoặc không đặt sự phát triển lành mạnh của tuổi trẻ. Những trải nghiệm tiêu cực như vậy có thể khiến thanh thiếu niên đánh giá thấp lòng tự trọng, lôi kéo họ vào các mối quan hệ tiêu cực, khuyến khích tinh thần thể thao kém, tăng tính gây hấn và bạo lực, phân biệt chủng tộc, duy trì sự phân biệt đối xử về giới hoặc khiến họ bị bóc lột và lạm dụng về tâm lý, lạm dụng tình dục và thương mại hóa.